# The Pogues
The Pogues — англо-ирландская фолк-панк-группа, образованная в 1982 году в Лондоне Шейном Макгоуэном и ставшая известной во второй половине 1980-х годов — прежде всего благодаря альбомам Rum Sodomy & the Lash (1985, #13 UK), If I Should Fall from Grace with God (1988, #3 UK) и Peace and Love (1989, #5 UK).
The Pogues, продемонстрировав (согласно Allmusic), «что дух панк-рока может жить и в ирландской народной музыке» (и использовав в своих аранжировках вистл, банджо, аккордеон, мандолину — инструменты, ассоциирующиеся с традиционным кельтским фольклором), стали «одной из самых радикальных групп середины 80-х годов». 
В 2015-м году по заказу членов группы была выпущена марка виски The Pogues. Популярный алкогольный напиток производит дистиллерия West Cork Distillers. 

## История группы
The Pogues были основаны в 1982 году, в лондонском районе Кингс-Кросс. Первоначальное название группы «pogue mahone» является англицизацией ирландского выражения póg mo thóin, переводящегося: «поцелуй меня в зад».
В 1991 году Макгоуэн вышел из состава из-за проблем со здоровьем; роль фронтмена взяли на себя — сначала Джо Страммер, затем Спайдер Стэйси, но в 1996 году группа окончательно распалась.
В 2001 году состоялось воссоединение, после которого The Pogues время от времени продолжали собираться для отдельных концертов.
В 2005 году группа перевыпустила свой классический трек 1987 года «Fairytale of New York» и накануне Рождества 2005 года поднялась с ним до 4-го места в Британии.
В декабре 2015 года Шейн МакГоуэн объявил о том, что The Pogues больше не активны и прекратили своё существование, отыграв последние концерты в Ирландии и Великобритании в 2013 году. Причиной распада Шейн назвал напряжённые отношения между музыкантами во время гастрольных туров, перерастающие в откровенную ненависть друг к другу.
Шейн Макгоуэн умер 30 ноября 2023 года на 66-м году жизни.

## Дискография

### Студийные альбомы
- Red Roses for Me (1984, #89 UK)[1]
- Rum, Sodomy, and the Lash (1985, #13 UK)
- Poguetry in Motion (EP) (1986, #29 UK)
- If I Should Fall from Grace with God (1988, #3 UK, #88 US)
- Peace and Love (1989, #5 UK)
- Hell’s Ditch (1990, #12 UK)
- Waiting for Herb (1993, #20 UK)
- Pogue Mahone (1996)

### Концертные альбомы
- The Ultimate Collection (включ. Live at the Brixton Academy 2001) (2005, #15 UK)
- The Pogues in Paris: 30th Anniversary concert at the Olimpia (2012)

### Компиляции
- The Best of The Pogues (1991): #11 UK
- The Rest of The Best (1992)
- The Very Best Of The Pogues (2001): #18 UK
- Dirty Old Town: The Platinum Collection (Budget CD) (2005)
- Just Look Them Straight In The Eye and Say….POGUE MAHONE!! (Антология: редкие и прежде неиздававшиеся треки) (2008)

### Посвящения
- Tribute to the Pogues (2016)

### Синглы
| Год  | Заголовок                                           | Высшее достижение в чартах | Высшее достижение в чартах | Высшее достижение в чартах | Высшее достижение в чартах | Высшее достижение в чартах | Альбом                               |
| Год  | Заголовок                                           | U.S. Hot 100               | U.S. Modern Rock           | U.S. Club Play             | U.K. Singles               | Irish Singles Chart        | Альбом                               |
| 1984 | «Dark Streets of London»                            | -                          | -                          | -                          | -                          | -                          | Red Roses for Me                     |
| 1984 | «Boys from the County Hell»                         | -                          | -                          | -                          | -                          | -                          | Red Roses for Me                     |
| 1985 | «A Pair of Brown Eyes»                              | -                          | -                          | -                          | #71                        | -                          | Rum, Sodomy and the Lash             |
| 1985 | «Sally MacLennane»                                  | -                          | -                          | -                          | #51                        | -                          | Rum, Sodomy and the Lash             |
| 1985 | «Dirty Old Town»                                    | -                          | -                          | -                          | #62                        | #27                        | Rum, Sodomy and the Lash             |
| 1986 | Poguetry in Motion (EP)                             | -                          | -                          | -                          | #29                        | #11                        | в чарте участвовал весь EP           |
| 1986 | «Haunted»                                           | -                          | -                          | -                          | #42                        | #7                         | Sid and Nancy Soundtrack             |
| 1987 | «Irish Rover» (с участием The Dubliners)            | -                          | -                          | -                          | #8                         | #1                         | неальбомный сингл                    |
| 1987 | «Fairytale of New York» (с участием Кёрсти МакКолл) | -                          | -                          | -                          | #2                         | #1                         | If I Should Fall from Grace with God |
| 1988 | «If I Should Fall from Grace with God»              | -                          | -                          | -                          | #58                        | #4                         | If I Should Fall from Grace with God |
| 1988 | «Fiesta»                                            | -                          | -                          | -                          | #24                        | #11                        | If I Should Fall from Grace with God |
| 1989 | «Yeah Yeah Yeah Yeah Yeah»                          | -                          | #17                        | #36                        | #43                        | #6                         | сингл Yeah Yeah Yeah Yeah Yeah       |
| 1989 | «Misty Morning, Albert Bridge»                      | -                          | -                          | -                          | #41                        | #8                         | Peace and Love                       |
| 1990 | «Summer in Siam»                                    | -                          | -                          | -                          | #64                        | #21                        | Hell’s Ditch                         |
| 1990 | «Jack’s Heroes» (с участием The Dubliners)          | -                          | -                          | -                          | #63                        | #4                         | сингл Yeah Yeah Yeah Yeah Yeah       |
| 1991 | «Sunny Side of the Street»                          | -                          | #23                        | -                          | -                          | -                          | Hell’s Ditch                         |
| 1991 | «A Rainy Night in Soho»                             | -                          | -                          | -                          | #67                        | #24                        | Poguetry in Motion                   |
| 1991 | «Fairytale of New York» (перевыпуск)                | -                          | -                          | -                          | #36                        | #10                        | If I Should Fall from Grace with God |
| 1992 | «Honky Tonk Woman»                                  | -                          | -                          | -                          | #56                        | -                          | сингл Yeah Yeah Yeah Yeah Yeah       |
| 1993 | «Tuesday Morning»                                   | -                          | #11                        | -                          | #18                        | #26                        | Waiting for Herb                     |
| 1993 | «Once Upon a Time»                                  | -                          | -                          | -                          | #66                        | -                          | Waiting for Herb                     |
| 2005 | «Fairytale of New York» (перевыпуск)                | -                          | -                          | -                          | #3                         | #3                         | If I Should Fall from Grace with God |
| 2006 | «Fairytale of New York»                             | -                          | -                          | -                          | #6                         | -                          | If I Should Fall from Grace with God |
| 2007 | «Fairytale of New York»                             | -                          | -                          | -                          | #4                         | #3                         | If I Should Fall from Grace with God |